# Szupkay Viktor
Szupkay Viktor (1971. október 11. –) magyar humorista. Beceneve "Maciarc".

## Pályafutása
Középiskolai tanulmányait a kőbányai Szent László Gimnáziumban végezte, majd az Open Business School-ban szerzett diplomát. Tömegkommunikációs fakultációt végzett, a Kőbányai Kábel TV-hez került. A katonai szolgálat teljesítése után egy ideig határőr volt, majd két és fél évig biztosítási üzletkötőként dolgozott. Hosszú éveken keresztül vezetőként dolgozott különböző multicégeknél, 2010 végéig kereskedelmi vezető volt a Red Bull Hungary Kft.-nél. Munkája mellett kezdett a humorral foglalkozni. Az ATV Humorbajnokságán már döntős volt, később a Fiatal Félőrültek Fesztiválján fedezte fel magának a Dumaszínház, azóta a társulat tagja. Rendszeresen fellép a Showder Klub c. műsorban és a Rádiókabaréban is. Három fiúgyermek édesapja.

## Külső hivatkozások
- Szupkay Viktor honlapja
- Rendezvényszervezés
- Nekem a stand up a hobbim – interjú Szupkay Viktorral
- Interjú a dumaszinhaz.blog.hu-n